# هيروكين (قمر)
هيروكين أو زحل الرابع والأربعون (التعيين المؤقت S/2004 S 19 ) هو قمر لكوكب زحل. وأعلن هذا الاكتشاف كل من سكوت شيبارد و ديفيد جويت و جان كلينا و برايان مارسدن في 26 حزيران 2006 من الملاحظات التي اجريت بين 12 كانون الثانس 2004 و 30نيسان ، 2006.
يبلغ قطره 8 كيلومتر  ، ويدور حول زحل على مسافة متوسطة تبلغ 18،168.3 ميغامتر في 914.292 يوما ، بميل إلى 153.3 (154.3 ° لخط استواء زحل) ، في حركة تراجعية و انحراف مداري 0.3604.
واسمه مشتق من الميثولوجيا الإسكندفانية في الأساطير الإسكندنافية، هيروكين («مدخن النار»، وربما يشير إلى المظهر المظلم، أو المتجعد )